# NGC 6758
NGC 6758 је елиптична галаксија у сазвежђу Телескоп која се налази на NGC листи објеката дубоког неба.
Деклинација објекта је - 56° 18' 34" а ректасцензија 19h 13m 52,5s. Привидна величина (магнитуда) објекта NGC 6758 износи 11,6 а фотографска магнитуда 12,6. Налази се на удаљености од 41,195 милиона парсека од Сунца. NGC 6758 је још познат и под ознакама ESO 184-37, AM 1909-562, PGC 62935.